# Simnel cake
Simnel cake je druh pečiva, který je ve Spojeném království a dalších anglicky mluvících zemích spojen s oslavou Velikonoc. Laetare (čtvrtá neděle postní) bývá podle tohoto pokrmu také nazývána Simnel Sunday.
Korpus dortu připomíná biskupský chlebíček, obsahuje mouku, vejce, máslo, cukr, kandovanou citrónovou kůru a různé druhy sušeného ovoce, může být dochucen brandy, vanilkou, šafránem apod. Těsto se proloží plátem marcipánu a peče se v troubě. Pak se dort potře zavařeninou a potáhne se další marcipánovou vrstvou. Po obvodu horní strany dortu je rozmístěno jedenáct koulí z marcipánu, symbolizující apoštoly bez Jidáše. Z marcipánu se mohou také vytvořit květy a další jarní motivy. Na závěr se simnel cake krátce zapeče na grilu.
První zmínky o tomto pokrmu pocházejí již ze středověku a jeho název je odvozován od latinského výrazu pro jemnou mouku simila. Výrobou této speciality bylo proslulé Shrewsbury. Podle starého zvyku byl simnel cake dárkem pro služebné, které dostávaly na velikonoční svátky volno a přinášely tento dort své rodině.